# Diocèse de Viviers
Le diocèse de Viviers (en latin : Dioecesis Vivariensis) est un diocèse épiscopal de l'Église catholique en France. Son siège est à la cathédrale Saint-Vincent de Viviers, qui porte le nom du saint patron du diocèse, le diacre et martyr Vincent.
Depuis le 14 avril 2024, Mgr Hervé Giraud, archevêque, est l'évêque du diocèse de Viviers.

## Histoire

### Fondation
Érigé au IVe siècle, il succède au diocèse dont l'évêché est établi à Alba Helviorum — aujourd’hui Alba-la-Romaine — et détruit vers 475.
Son territoire correspondait à la partie du Vivarais située au sud de l'Eyrieux. Les paroisses vivaroises comprises entre l'Eyrieux et le  Doux dépendaient alors du diocèse de Valence et celles situées au nord du Doux relevaient de l’archidiocèse de Vienne (Isère). Il fait partie de la liste des évêchés suffragants donnée en 1119 par le pape Calixte II, tous sont situés en rive gauche du Rhône à l'exception de Viviers.

### De la souveraineté à l'entrée dans le giron de la France (XIIe–XIVesiècles)
L'évêque aurait obtenu, en 1147, les regalia (droits régaliens),. Si l'authenticité de l'acte reste discutée, ces droits sont renouvelés, par l'empereur, en 1178, puis à nouveau en 1235. Ce rôle politique de l'évêque l'oppose au comte de Toulouse, donnant lieu à un conflit entre la fin du XIIe siècle jusqu'à la fin de la croisade des albigeois.
Placée sous la protection impériale, le Vivarais est aussi un enjeu pour la couronne de France lorsque ce dernier contrôle le Midi à la suite de la défaite du comte de Toulouse. C'est sous l'épiscopat d'Hugues de La Tour du Pin que le diocèse passe, en 1287, « implicitement » sous l'autorité du roi de France, puis définitivement avec le traité de 1308,.

### XVIIIe–XIXesiècles
Lors de la Révolution française, le territoire diocésain s'élargit à tout le nouveau département de l'Ardèche correspondant approximativement à celui de l’ancien Vivarais.
Charles de La Font de Savine, évêque de Viviers de 1778 à 1793, fut l'un des quatre évêques à prêter serment à la Constitution.
Le concordat de 1801 supprima ce diocèse et le rattacha au diocèse de Mende. Le diocèse de Viviers, soumis à la juridiction de l'archevêque de Vienne, a été rétabli par la bulle pontificale Paternae caritatis du 6 octobre 1822. Son territoire correspond depuis cette date au département de l’Ardèche actuel.

### Diocèse actuel
Il est constitué de 22 paroisses au 1er septembre 2024, rassemblées au sein de six secteurs pastoraux, constituant eux-mêmes trois zones pastorales.
A l'origine au nombre de 24, le nombre de paroisses est ramené à vingt-trois au 1er mai 2021 avec la création de la paroisse « Bienheureux Gabriel Longueville » autour d'Annonay par fusion des paroisses « Sainte-Claire d’Annonay-Vocance » et « Saint-Christophe lès Annonay ».
Ce nombre est ramené à 22 au 1er septembre 2022 avec la création des paroisses « Sainte-Mère Teresa » autour de Privas et « Saint-Nicolas du Rhône » autour de La Voulte-sur-Rhône par fusion et redéfinition des limites des paroisses « Saint-Jean du Pays de Privas », « Saint-François d'Ouvèze-Payre» et « Saint-Michel du Rhône, » .
Quelques villages des marges occidentales et méridionales sont desservis respectivement par le diocèse de Mende et celui de Nîmes.

## Les paroisses
Les 22 paroisses sont :
- Saint-Andéol d'Ardèche,
- Charles-de-Foucauld - Viviers / Le Teil,
- Sainte-Mère Teresa (Pays de Privas),
- Saint-Nicolas du Rhône,
- Saint-Pierre de Crussol,
- Saint-Luc des Coteaux et de Tournon,
- Sainte-Croix du Rhône,
- Bienheureux-Gabriel Longueville (Bassin d'Annonay),
- Saint-François-Régis (Ay et Daronne),
- Saint-Agrève en Vivarais,
- Saint-Basile entre Doux et Dunière,
- Notre-Dame des Boutières,
- Sacré-Cœur en Val d'Eyrieux,
- Notre-Dame de la Montagne,
- Saint-Roch en Pays de Vals,
- Bienheureuse-Marie-Rivier en Val d'Ardèche,
- Saint-Benoît d'Aubenas,
- Sainte-Marie de Berg et Coiron,
- Saint-Joseph au Pays de Ligne,
- Sainte-Thérèse des Cévennes,
- Saints-Pierre-et-Paul de Païolive,
- Saint-Martin du Sampzon.

## Quelques lieux
À Viviers :
- cathédrale Saint-Vincent ;
- hôtel de Roqueplane (évêché) ;
- maison diocésaine Charles de Foucauld.

Ailleurs dans le diocèse :
- Lablachère : basilique Notre-Dame de Bon Secours ;
- Lalouvesc : basilique Saint-Régis et chapelle de sainte Thérèse Couderc ;
- Saint-Laurent-les-Bains : abbaye Notre-Dame-des-Neiges ;
- Saint-Romain-d'Ay : sanctuaire Notre-Dame d'Ay.

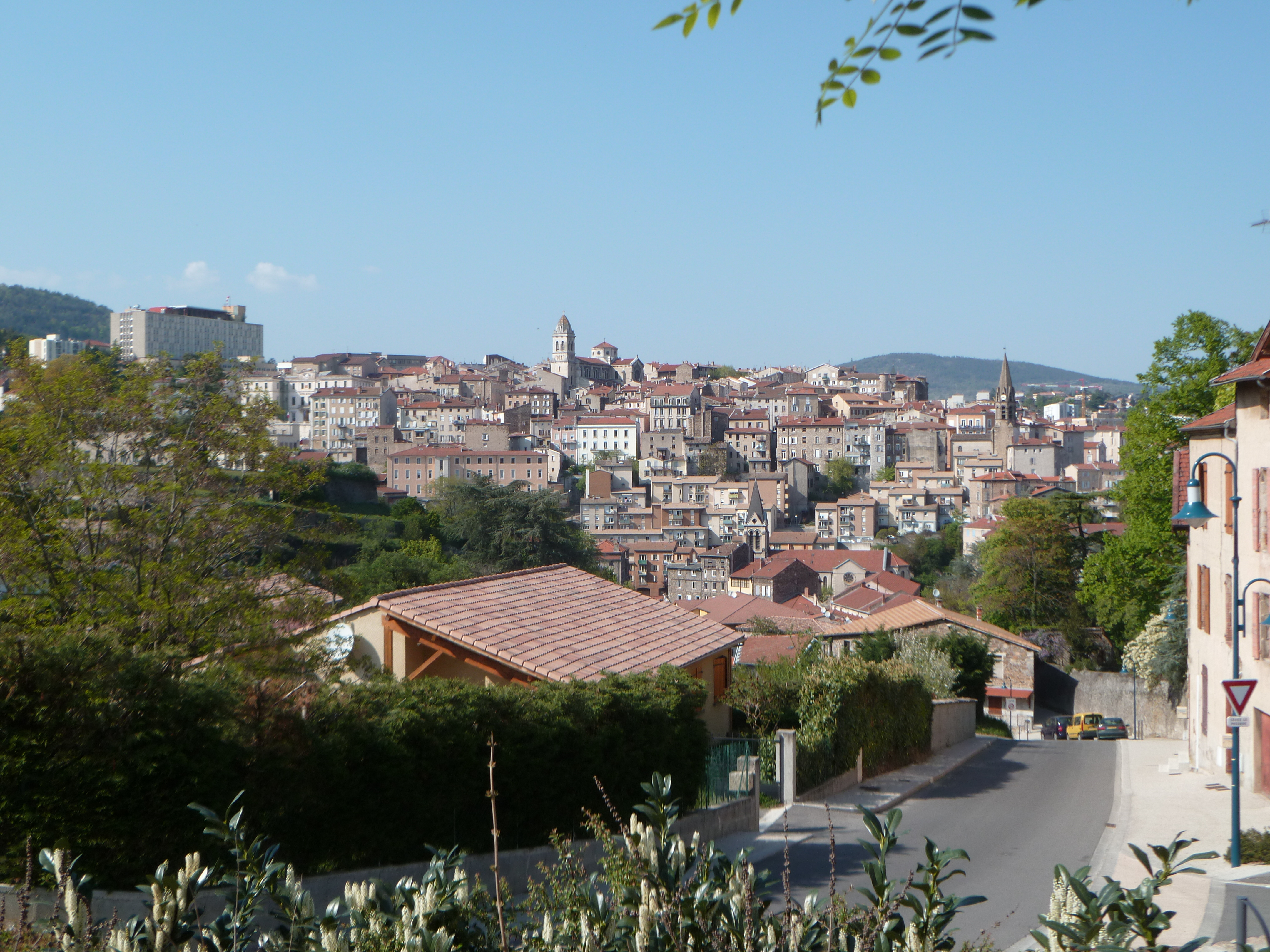
Annonay.
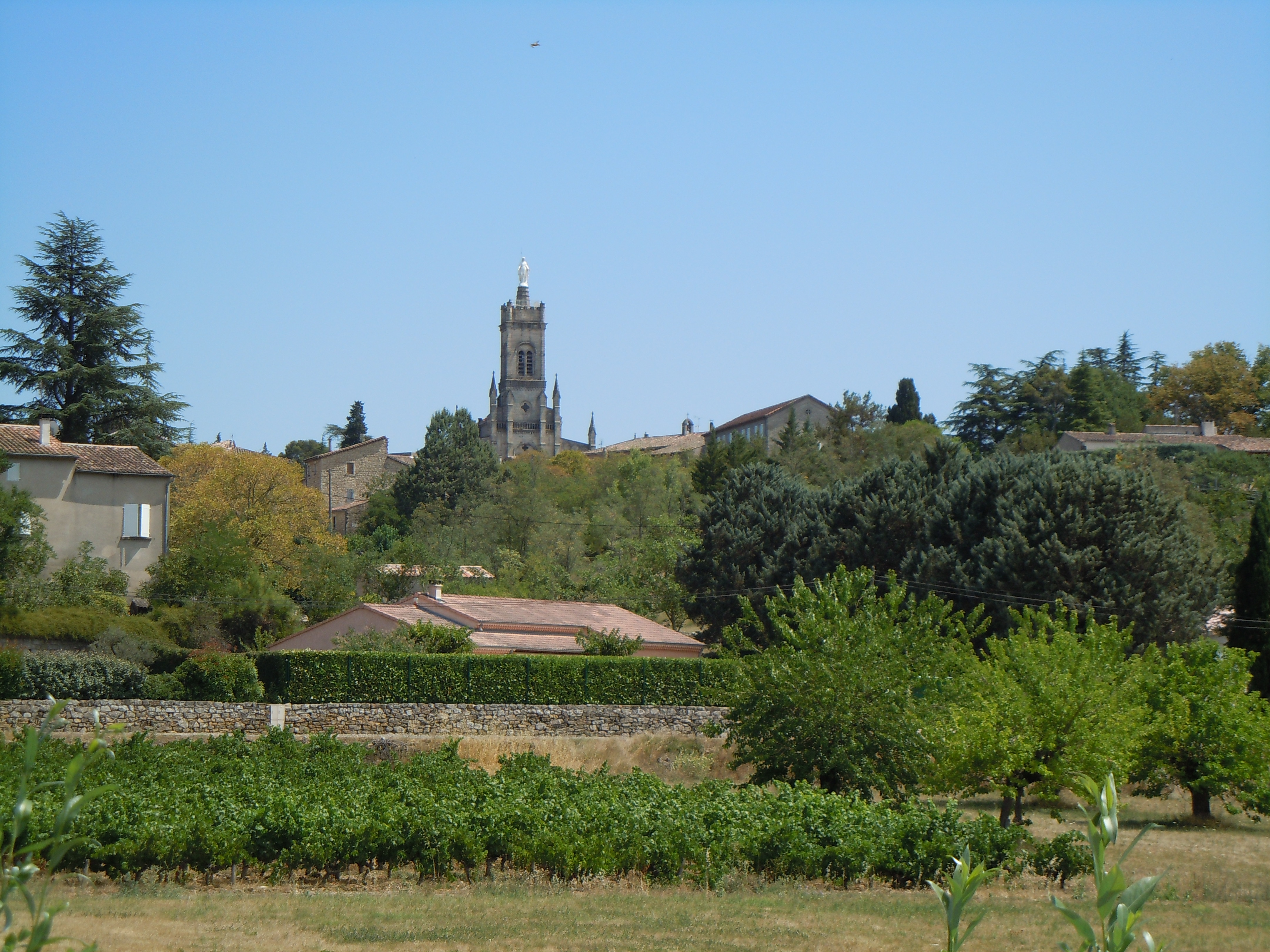
Basilique Notre-Dame-de-Bon-Secours de Lablachère.
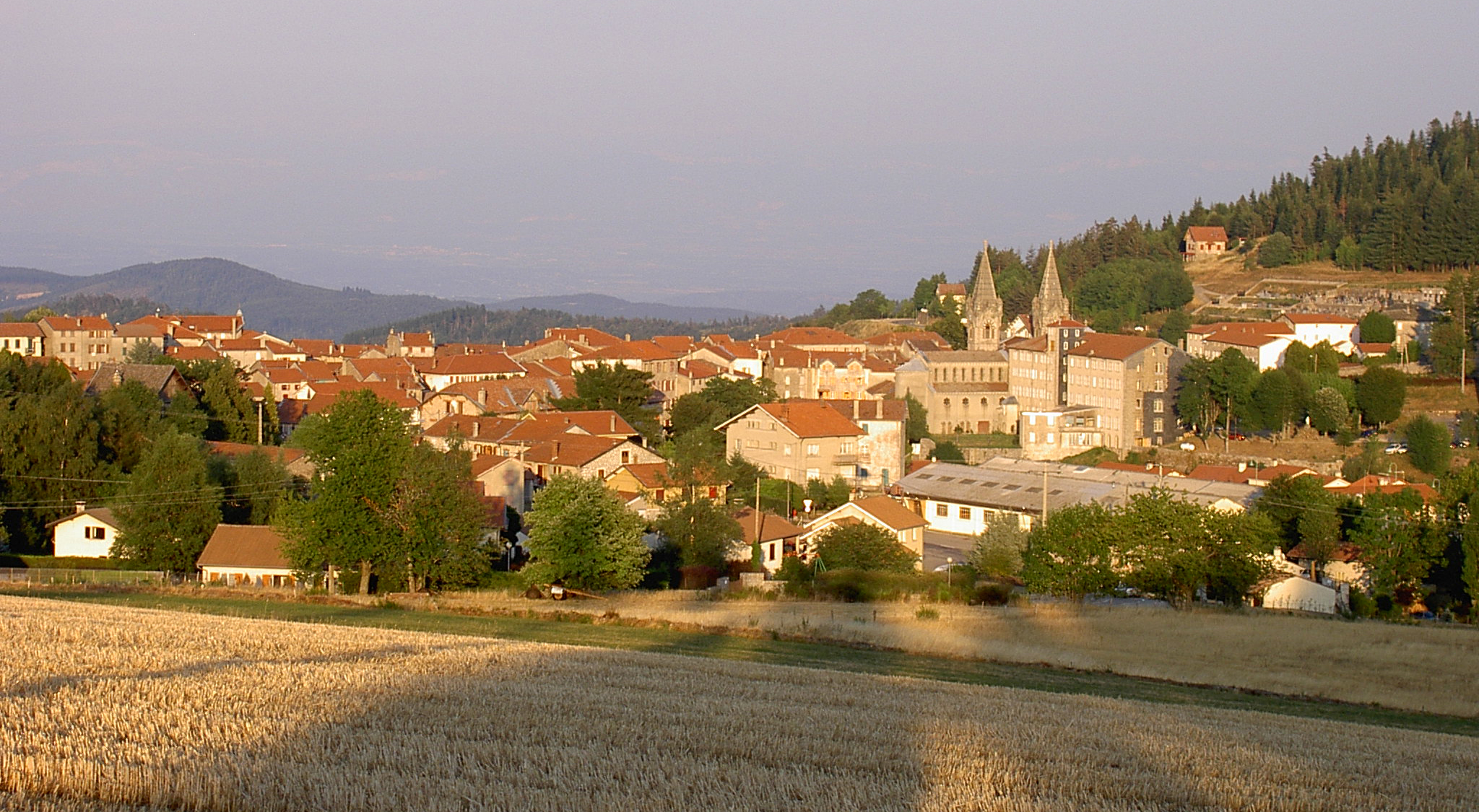
Lalouvesc.
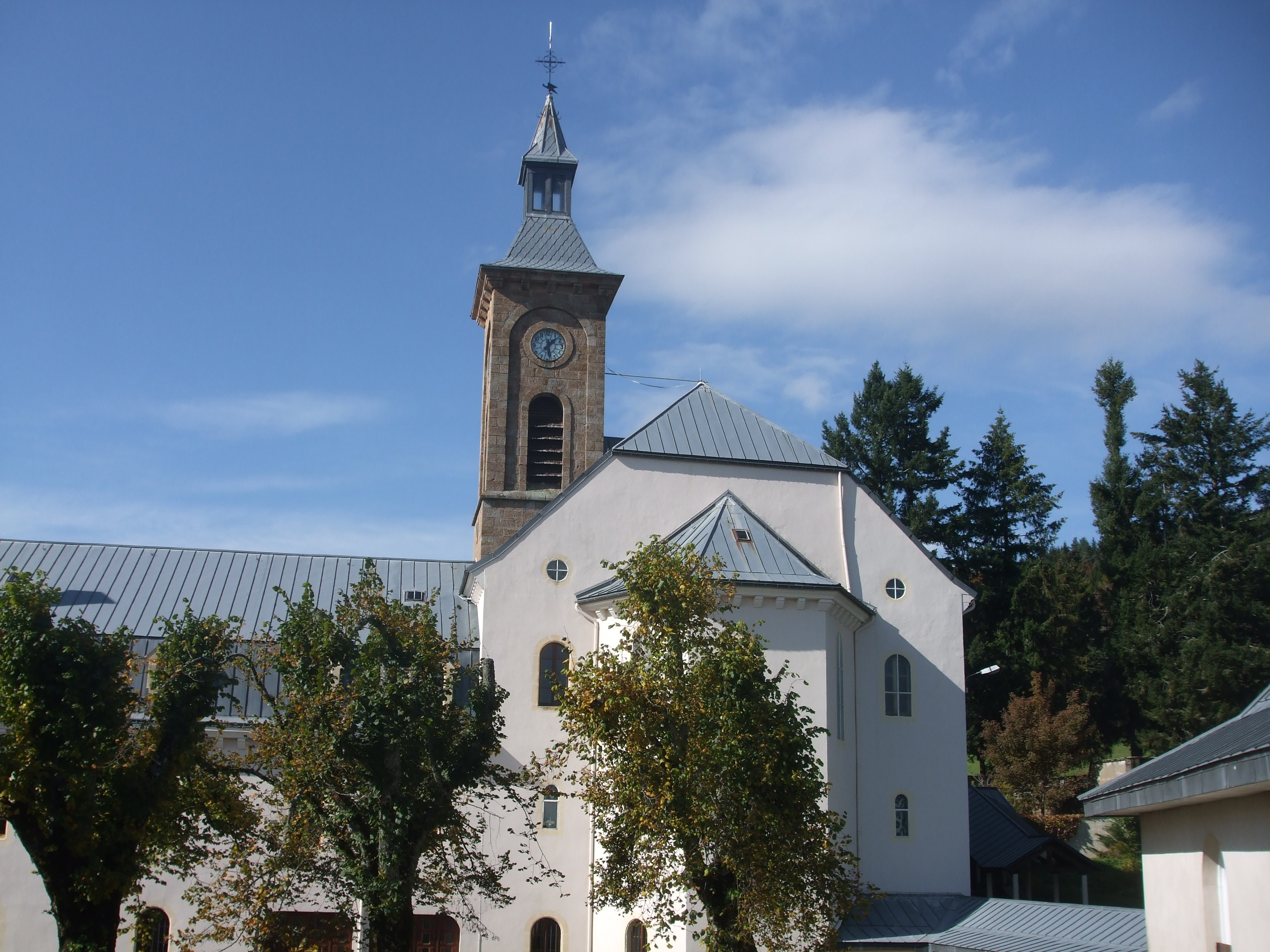
Saint-Laurent-les-Bains.
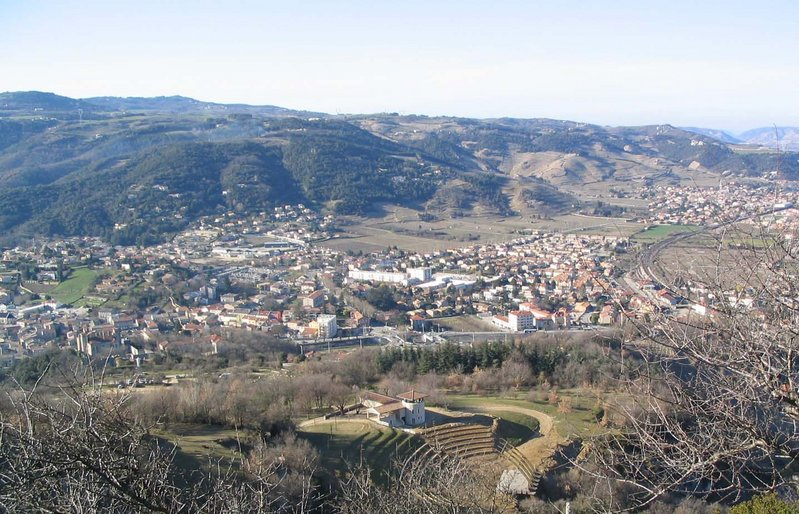
Saint-Péray.
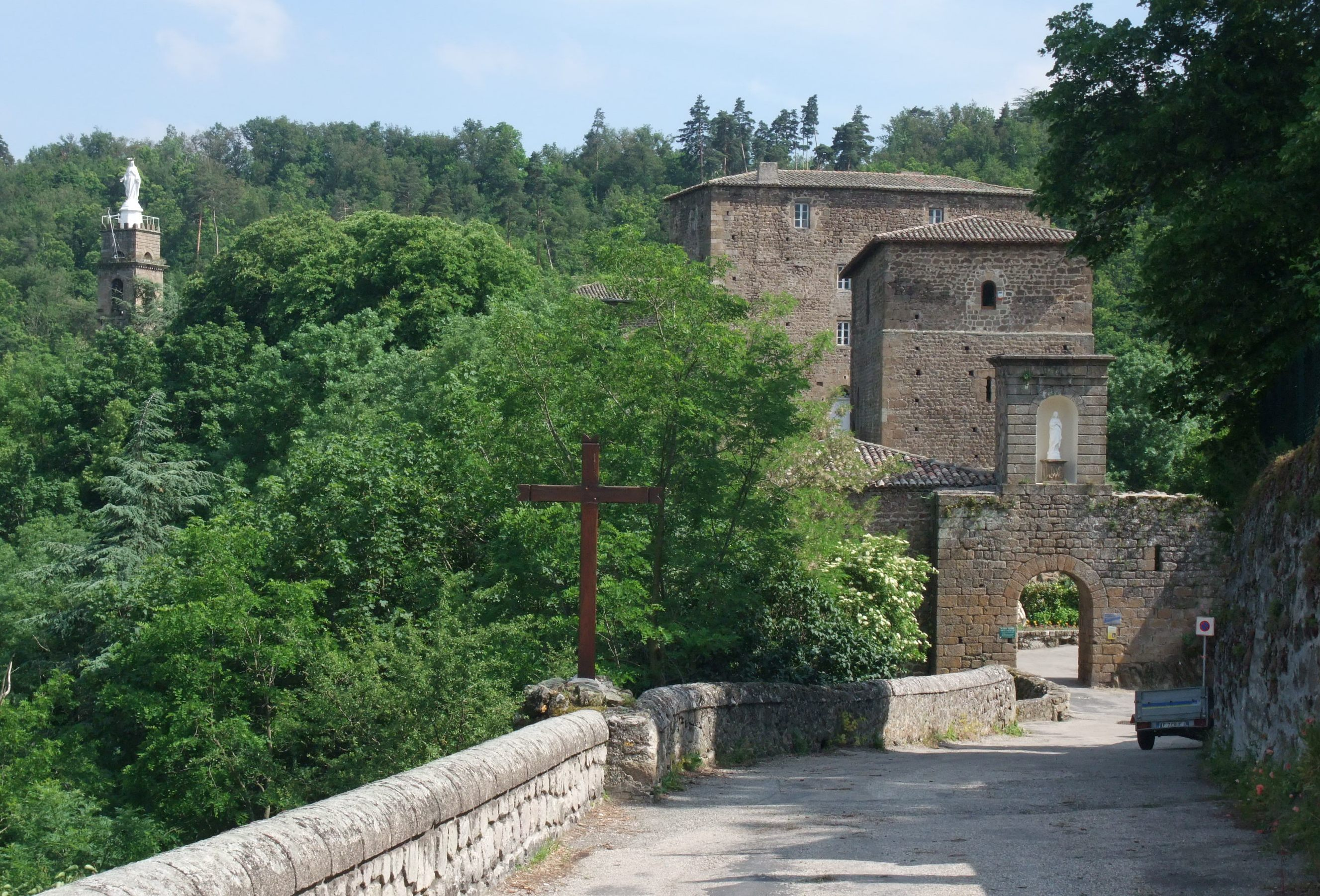
Saint-Romain-d'Ay.
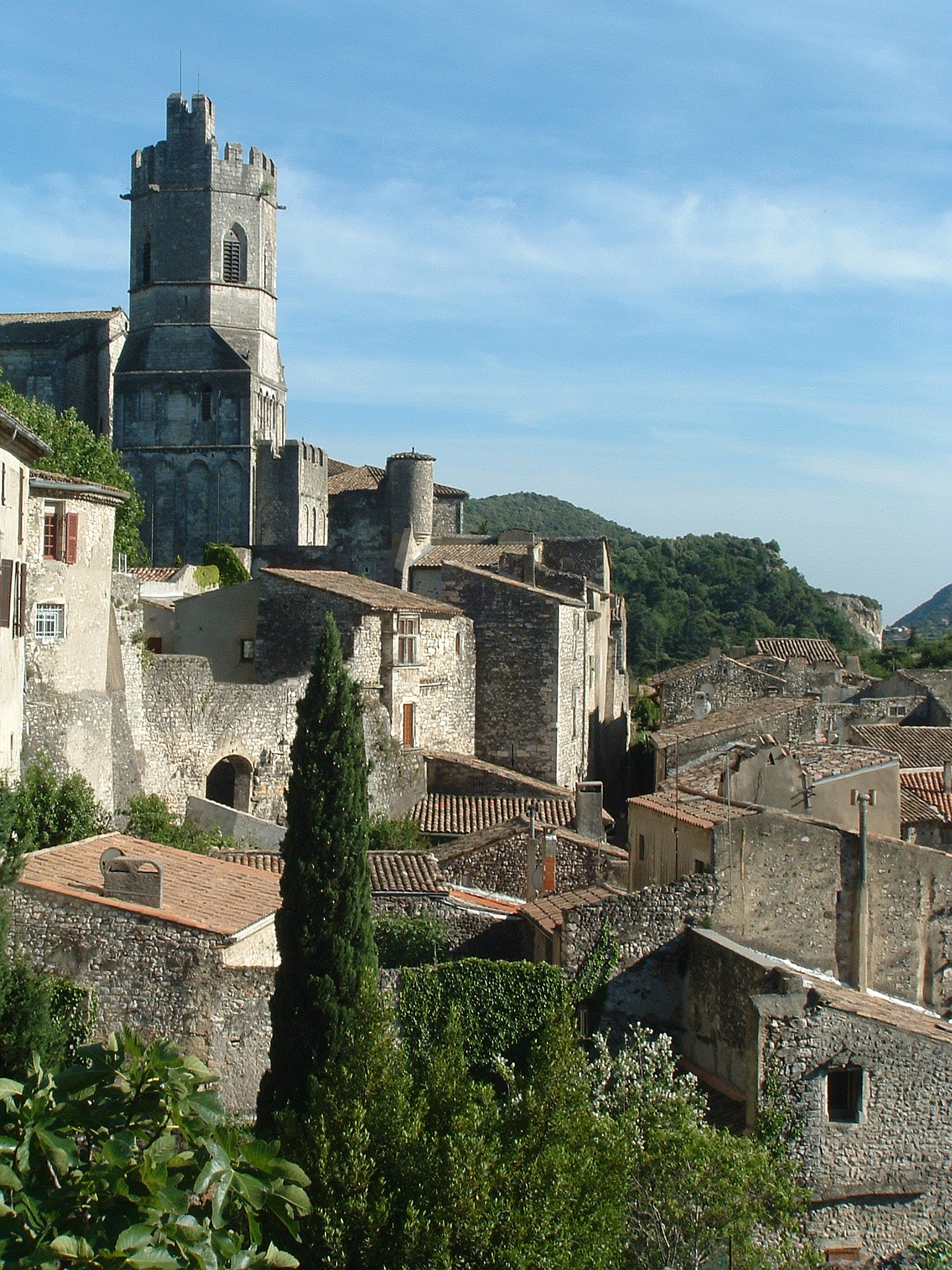
Viviers.

## Évêque originaire du diocèse de Viviers
- Hervé Giraud, évêque du diocèse de Viviers depuis avril 2024, après avoir été archevêque de Sens-Auxerre et prélat de la Mission de France à partir de 2015.

## Statistiques
- En 1999, le diocèse comprenait 257 000 baptisés pour 285 700 habitants (90 %) servis par 220 prêtres (175 diocésains et 45 réguliers), sept diacres permanents, 94 religieux et 797 religieuses pour 368 paroisses[8].
- En 2005, le diocèse comprenait 251 000 baptisés pour 287 100 habitants (87,4 %) servis par 173 prêtres (133 diocésains et 40 réguliers), sept diacres permanents, 91 religieux et 672 religieuses pour 24 regroupements de paroisses[9].
- En 2017, le diocèse comprenait 285 154 baptisés pour 327 000 habitants (87,2 %) servis par 112 prêtres (99 diocésains et 13 réguliers), 18 diacres permanents, 51 religieux et 367 religieuses pour 24 regroupements de paroisses[10].

Si l'on constate un nombre en pourcentage à peu près stable de baptisés, le nombre de prêtres est divisé par deux en vingt ans, ainsi que les religieux et les religieuses.